# Joseph Scaliger

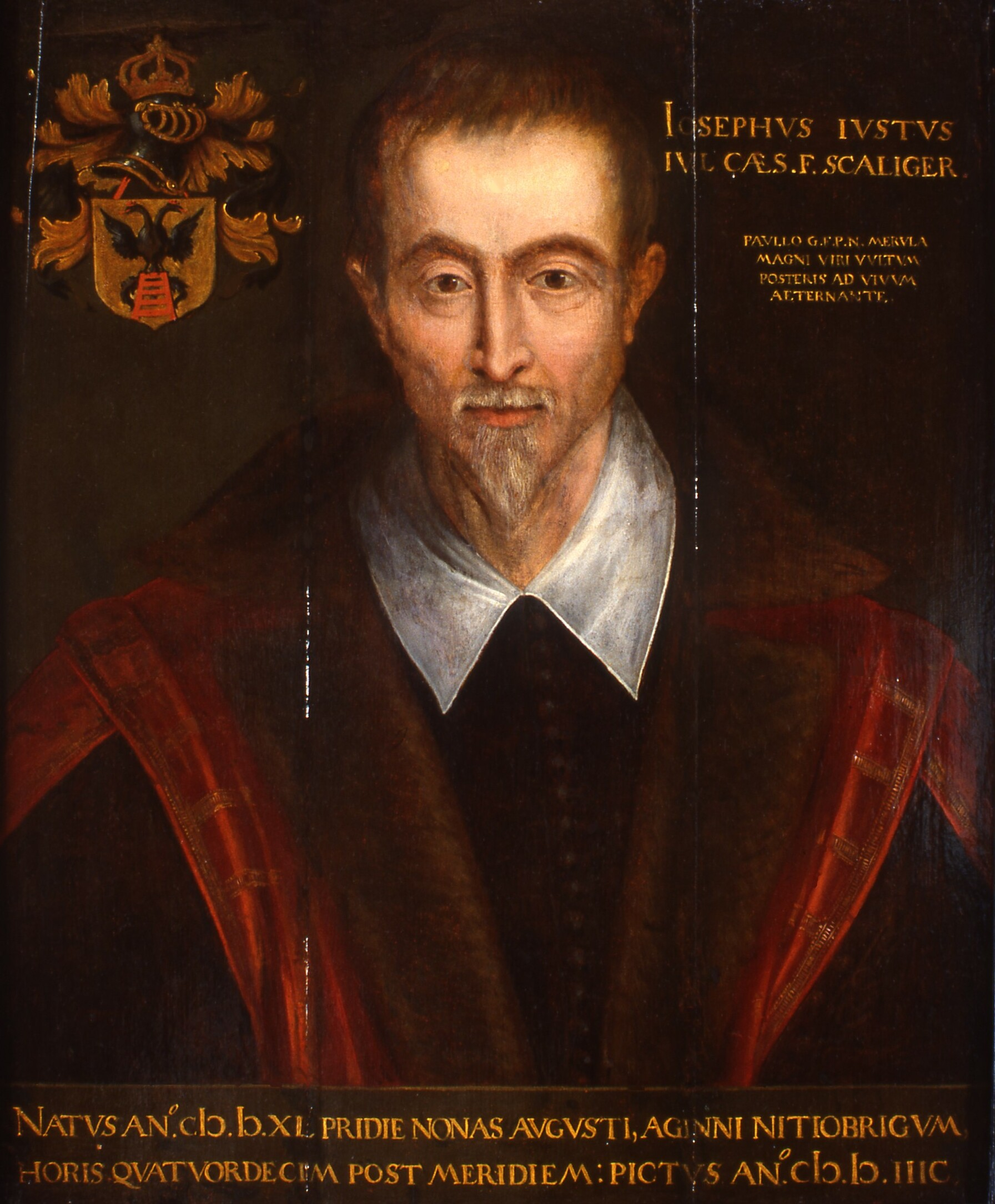

Joseph Juste Scaliger (ur. 5 sierpnia 1540 w Agen, zm. 21 stycznia 1609 w Lejdzie) – francuski uczony renesansowy.

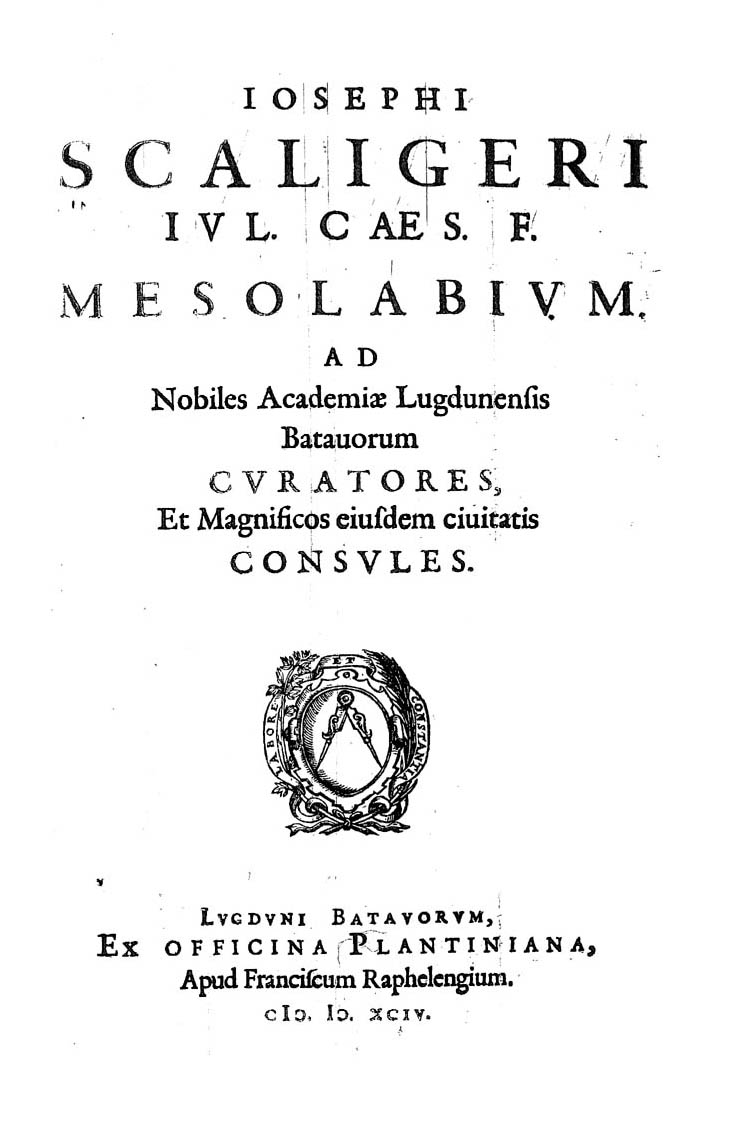
Mesolabium, 1594

## Życiorys
Był synem Jules’a-Césara, humanisty włoskiego działającego we Francji. Uczęszczał do łacińskiego gimnazjum. Ze studiów filologii klasycznej na uniwersytecie zrezygnował po miesiącu, ponieważ go nie zadowalały. Greki nauczył się samodzielnie w miesiąc. W ciągu kilku kolejnych lat przeczytał wszystkie dostępne wtedy dzieła greckie. Został profesorem uniwersytetu w Lejdzie. Twórca naukowych podstaw chronologii starożytnej, w 1583 wprowadził pojęcie daty juliańskiej. Autor komentarzy do pism autorów starożytnych.
W 1562 roku konwertował na protestantyzm.